# Tabay (Venezuela)
Pour les articles homonymes, voir Tabay.
Tabay est une ville du Venezuela, chef-lieu de la municipalité de Santos Marquina dans l'État de Mérida. Elle est l'une des trois villes principales de l'aire métropolitaine de Mérida avec Ejido et Mérida, la capitale de l'État. La population de la municipalité de Santos Marquina s'élève à 13 795 habitants en 2001.